# デチェン・チベット族自治州
デチェン・チベット族自治州、または迪慶チベット族自治州（デチェン・チベットぞく-じちしゅう、中文表記: 迪庆藏族自治州、チベット文字：བདེ་ཆེན་བོད་རིགས་རང་སྐྱོང་ཁུལ་, デチェン・プーリー・ランキョン・クル）は中華人民共和国雲南省西北部に位置するチベット族自治州でありチベット族が人口の33%を占めている。チベットの伝統的な地域区分ではカム地方南部に位置する。
迪慶（てきけい）はチベット語のデチェンを音写したもので、「デ（bde）」は「安楽」を意味する名詞、「チェン（chen）」は「大いなる」を意味する形容詞で、合わせて「大いなる安楽」を意味する。

## 歴史
唐代に吐蕃がこの一帯に神川都督を設置し南詔との連携を図った。その後吐蕃が衰退すると大理国の支配下に入り、大理国がモンゴル帝国のクビライに降伏するのに伴い、梁王国に組み込まれた。その梁王国が1390年に滅亡すると、麗江を本拠地とするジャン王国の支配下に入った。17世紀半ば、ジャン王国はグシ・ハン王朝に征服され、デチェン地方からリタン、バタンなどまで広がっていたカム地方南部の広大な領土をすべて奪われた。
清国が1724年の雍正のチベット分割に際し、グシ・ハン一族がチベットの諸侯に対して有していた支配権を接収した際、ジャン王国はデチェン地方をはじめとするカム地方南部に対する支配権の回復を求めたが、清国はこれを拒否、デチェン地方の諸侯については、四川と雲南のいずれに帰属するか議論が行われたのち、1726年、雲南省を介して土司の称号を受けることとなった。現在の領域を枠組みとするデチェン州という行政単位が成立したのは、この時である。
辛亥革命により清が滅亡すると、チベット政府ガンデンポタンはラサを占拠していた清国軍の残党を市街戦で退けて独立を宣言するとともに、チベット全土の統合を目指して、アムド、カムへと出兵した。1913年、雲南軍を率いた雲南省の都督蔡鄂（さいがく）は、デチェン地方を経由してカム地方に侵攻し、チベット軍の迎撃にあたった。チベット軍はディチュ河以西に押し返され、デチェン地方は雲南省の支配下にとどまった。1936年には中国紅軍が長征の途中、この地区を通過している。1950年人民解放軍が進駐し、1956年にデチェン・チベット族自治州が成立し、麗江地区に所属したが、1973年に雲南省直轄の自治州となった。

## 行政区画
自治州政府所在地のシャングリラ市は元の中甸県で、チベット語のデチェン方言では英語のシャングリラに近い読み方（シャングーリーラ―）をするため、観光客誘致のため、2001年12月正式に改名が承認された。シャングリラとはジェームズ・ヒルトンの探検小説『失われた地平線』に出てくる東方の桃源郷である。
1県級市・1県・1自治県を管轄する。
- 県級市：
  - シャングリラ市（香格里拉市）
- 県：
  - 徳欽県
- 自治県：
  - 維西リス族自治県

| デチェン・チベット族自治州の地図          |
| ----------------------------------------- |
| シャングリラ市 徳欽県 維西リス族 · 自治県 |

### 年表
この節の出典
- 1956年9月11日 - 雲南省麗江専区中甸県・維西県・徳欽県チベット族自治区を編入。デチェン・チベット族自治州が成立。(3県)
  - 徳欽県チベット族自治区が県制施行し、徳欽県となる。
- 1957年12月6日 - 維西県の一部が分立し、奔子欄弁事処が発足。(3県1弁事処)
- 1959年5月11日 - 奔子欄弁事処が徳欽県に編入。(3県)
- 1985年6月11日 - 維西県が自治県に移行し、維西リス族自治県となる。(2県1自治県)
- 2001年12月17日 - 中甸県がシャングリラ県に改称。(2県1自治県)
- 2014年12月16日 - シャングリラ県が市制施行し、シャングリラ市となる。(1市1県1自治県)

## 地理
北はチベット自治区のチャムド市、東は四川省のカンゼ・チベット族自治州及び涼山イ族自治州、南と西は雲南省の麗江市及び怒江リス族自治州と接する。チベット高原が南に伸びたところで、横断山脈が南北に走り、海抜 1,600 メートルから 6,000 メートルの高度である。梅里雪山が有名。長江の上流にあたるディチュ河（金沙江）が州南境を大きく蛇行し、メコン川が州西部を南流、三江併流の一部を構成する。金沙江の本流には虎跳峡という深い峡谷がある。

## 交通

### 航空
- デチェン・シャングリラ空港

### 鉄道
- 中国国家鉄路集団
  - 麗香線

### 道路
- 高速道路
  - 香麗高速道路
- 国道
  - G214国道

## 公式サイト
- 迪慶蔵族自治州人民政府